# Гней Граний
Гней Граний (лат. Gnaeus Granius; II—I века до н. э.) — римский политический деятель, принадлежавший к марианской партии.

## Биография
Гней Граний принадлежал к плебейскому роду, связанному с городом Путеолы, а во времена Поздней Республики вошедшему в состав римского сенаторского сословия. Плутарх называет одного из Граниев — либо Гнея, либо Квинта — приёмным сыном Гая Мария; при этом в сохранившихся источниках нет информации о том, что Юлия до Мария была замужем за кем-то ещё.
Гней Граний упоминается в источниках в связи с событиями 88 года до н. э. Враг Гая Мария Луций Корнелий Сулла поднял мятеж против Республики, занял Рим и добился объявления вне закона тринадцать человек во главе с Марием. Среди них был и Гней Граний. Последнему удалось спастись. Либо он, либо его сородич Квинт сопровождал Мария в его бегстве в Африку. О дальнейшей судьбе Гнея Грания ничего не известно.